# Observatorio Astronómico de Fountain Hills
El Observatorio Astronómico de Fountain Hills (nombre original en inglés: Fountain Hills Observatory) fue fundado en 1998 en la ciudad estadounidense de Fountain Hills, Arizona por el astrónomo aficionado Charles W. Juels para su propio uso. Se dedicó a la publicación de mediciones astrométricas de asteroides hasta 2005, siendo uno de los primeros observatorios privados propiedad de aficionados en utilizar aplicaciones informáticas para la detección automática de pequeños cuerpos del sistema solar. 

## Personas destacadas
- Charles W. Juels (1944-2009), fundador y director del observatorio.
- Paulo R. Holvorcem, astrónomo brasileño autor del software de detección automática de objetos en movimiento en imágenes digitales. Es posible que todo su trabajo se realizara remotamente.

## Instrumentos del observatorio
- Telescopio refractor 0.07-m f/2.8, con el que se descubrió un cometa, el C/2005 N1 (JUELS-HOLVORCEM)
- Telescopio refractor 0.12-m f/5
- Telescopio refractor 0.5-m f/4.8

## Líneas de investigación
- Descubrimiento de asteroides y cometas, y publicación de datos astrométricos.

## Principales logros
- Descubrimiento de cometas: C/2002 Y1 (Juels-Holvorcem)[2] y C/2005 N1 (JUELS-HOLVORCEM)[3]
- Descubrimiento de planetas menores: 317 asteroides entre 1999 y 2002, descubiertos personalmente por Juels, director del observatorio,[4] y 490 nuevos asteroides descubiertos en el observatorio desde 1999 a 2003.[5]
- 11857 mediciones astrométricas publicadas entre 1998 y 2005.[6]

## Enlaces
Publicación de las observaciones en el Centro de planetas menores:
- Astrometría de la observación de planetas menores
- Astrometría de la observación de planetas menores

Publicación en la base de datos de la NASA ADS:
- Búsqueda de la palabra "Fountain Hills"
- Búsqueda de la palabra "Juels, C. W."

Observación de cometas y satélites de los planetas después de 1870:
- Archivos de observaciones, MPC